# Jonatán Makkabeus
Jonatán Makkabeus vagy görögül Iónathan Apphusz (héberül: יונתן אפפוס Yōnāṯān 'Apefūs, ógörögül Ἰωνάθαν Ἀπφοῦς; ? – i. e. 143) a zsidó makkabeus felkelés vezetője, jeruzsálemi főpap. Az Apphusz melléknév diplomatát jelent.

## A felkelés vezéreként

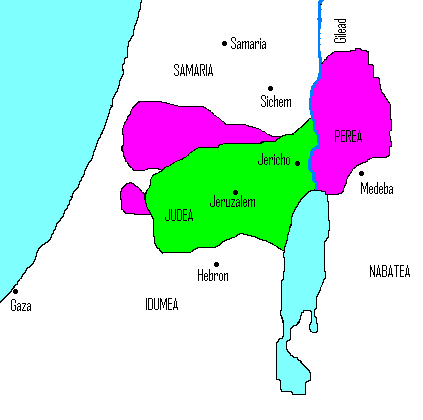
Júdea Jonatán Makkabeus idején (zöld: i.e 160-ban; rózsaszín: később meghódított területek

Jonatán a zsidó pap Mattatiás öt fia közül a legfiatalabb volt. Apja fellázadt az országot uraló szeleukida IV. Antiokhosz Epiphanész ellen, amikor az elrendelte, hogy mindenkinek áldoznia kell a görög isteneknek. Mattatiás azonban röviddel később meghalt és fiai (Jonatánon kívül Eleazar, Johanán, Júdás és Simon) vették át a felkelés szervezését; a vezetés Júdás kezébe került.  
Jonatán hűségesen szolgált bátyja irányítása alatt és számos alkalommal bizonyította bátorságát. I. e. 160-ban Júdás elesett a Bakkhidész (IV. Antiokhosz utódának, I. Démétriosznak a hadvezére) ellen vívott elászai csatában. Győzelme után Bakkhidész a királlyal kollaboráló hellenisztikus párt embereit ültette a vezetői pozíciókba, a tradicionalista makkabeus párt visszaszorult. Az országot éhínség is sújtotta. A válsághelyzetben a felkelők Jonatánt kérték fel vezetőnek.
Bakkhidész kerestette a lázadókat, akik a Jordánon túlra, a pusztába menekültek, az Aszfár-kúthoz, de a szeleukida erők a nyomukban maradtak és ők is átkeltek a Jordánon. Jonatán, hogy könnyebben mozoghasson, fivérét, Johanánt elküldte a málhával együtt a velük barátságos nabateusokhoz; ám "Jámbri fiai" (egy ellenséges sivatagi törzs) rajtuk ütöttek, elrabolták a málhát és megölték Johanánt. Jonatánt ezután megtudta, hogy a Jámbri-fiak fényes menyegzőt tartanak. Egy hegyi szurdokban rátámadtak az arra haladó esküvői menetre és vérengzést rendeztek közöttük, megbosszulva bátyja halálát.
Ezt követően Bakkhidésznek sikerült sarokba szorítani a felkelőket a Jordán partján. A csatában állítólag Jonatán maga támadt a szeleukida fővezérre, de az elkerülte csapását. A legyőzött zsidók a Jordánon átúszva menekültek. Bakkhidész vesztesége ezer (vagy kétezer) fő körül volt, így nem követte a lázadókat, hanem visszatért Jeruzsálembe, Nem sokkal később az általa kinevezett jeruzsálemi főpap, Alkimosz szélütésben meghalt, ő pedig elhagyta az országot.
Két évvel később a hellenisztikus párt visszahívta Bakkhidészt, hogy meglepetésszerűen támadja meg a makkabeus felkelőket. A szeleukida vezér levelet küldött neki, hogy próbálják meg csellel elfogni Jonatánt, aki azonban megtudta a tervet és a szervezőket (ötven embert) megölette. Bakkhidész megérkeztekor visszavonult a sivatagba, egy Bétbesszen (vagy Beth-hoglah) nevű romos, lakatlan településre, amelyet megerődített. A szeleukidák ostrom alá vették, hadigépeket is bevetettek. Jonatán fivérére, Simonra bízta a védekezést, maga pedig egy kisebb csoporttal kiszökött az erődből és meglepetésszerű támadásokat intézett az ostromlók, illetve a  párthíveik ellen; sikerült az ostromgépeket is felgyújtania. Végül közös erővel megtámadták a szeleukida csapatokat és megfutamították őket. Bakkhidész ennek hallatán állítólag haragjában többeket megölt a hellenisztikus párt tagjai közül, majd elhatározta hogy kivonul Júdeából. Jonatán követeket küldött hozzá és a hadifoglyok kölcsönös kiadatása fejében békét kötött vele. 
Jonatán ezután Mákmás városában rendezkedett be és üldözni kezdte politikai ellenfeleit, "kiirtotta az istenteleneket Izraelben".

## Jeruzsálemi főpapként
Mintegy öt évvel később, i. e. 152-ben trónkövetelő lépett fel I. Démétriosz ellenében: Alexandrosz Balasz, aki azt állította magáról, hogy IV. Antiokhosz fia és sikerült megszereznie Róma, Pergamon és Egyiptom támogatását. Zsoldossereget toborzott és partra szállt Ptolemaiszban. Démétriosz összevonta erőit és Júdeából is visszahívta katonáit, csak a jeruzsálemi fellegvárban (Akra) hagyott helyőrséget. Ezzel párhuzamosan igyekezett megnyerni a zsidók támogatását. Átadta Jeruzsálemet és az ott őrzött túszokat Jonatánnak és engedélyezte számára hadsereg felállítását. Jonatán áttette székhelyét a városba, amelyet elkezdett megerődíteni. Hamarosan a trónkövetelő Alexandrosz is követeket küldött hozzá és meg kedvezőbb ajánlatot tett, hogy az ő oldalára állítsa át: formálisan kinevezte jeruzsálemi főpappá. Démétriosz erre további kedvezményeket kínált, többek között teljes adómentességet, Szamária egy részének és Ptolemaisznak az átadását. Jonatán azonban úgy vélte, hogy ezek már túlzott ajánlatok, amiket a király a későbbiekben nem lenne hajlandó betartani, és megmaradt Alexandrosz pártján. I. e. 150-ben Alexandrosz legyőzte Démétrioszt, aki maga is elesett a csatában. 
A győztes Alexandrosz szövetséget kötött VI. Ptolemaiosz egyiptomi fáraóval, aki feleségül adta hozzá a lányát, Kleopátra Theát. Az esküvőre Ptolemaiszban került sor és Jonatánt is meghívták. A zsidó vezér gazdag ajándékokat hozott a két királynak. Alexandrosz az ünnepségeken bíborba öltöztette és maga mellé ültette Jonatánt, majd kinevezte hadvezérévé (sztratégosz) és kormányzójává (meridarch).

## Harc Apollóniosszal

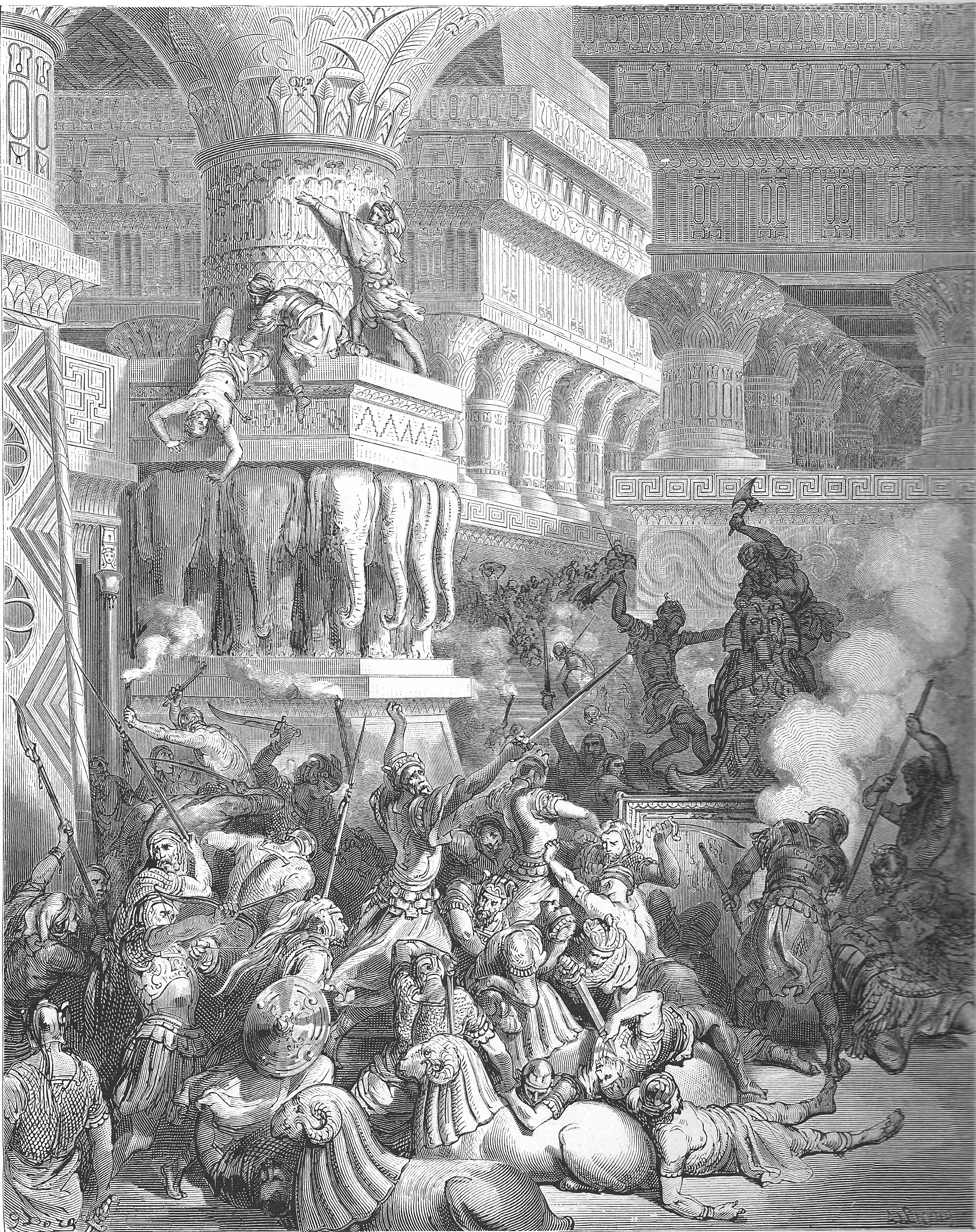
Jonatán elpusztítja Dagon templomát (Gustave Doré rajza)

Jonatán a későbbiekben is hűséges maradt Alexandroszhoz. I. e. 147-ben újabb szeleukida trónkövetelő jelentkezett, II. Démétriosz, I. Démétriosz fia. Koilé-Szüria (kb. a mai libanoni Bekaa-völgy) kormányzója, Apollóniosz feltehetően az ő pártjára állt, mindenesetre nagy sereget gyűjtött és kihívást intézett Jonatánhoz. A zsidó vezér tízezer emberével Jaffához vonult, amely megadta magát. Ezután követte az Asdód felé haladó Apollónioszt, akinek 3 ezer lovasa és "töméntelen" gyalogosa volt. Az összecsapásban a szíriai lovasság körbezárta a védekező zsidókat, akiket az idejében érkező Simon Makkabeus mentett ki szorongatott helyzetükből. Ezt követően a szíriaiak visszavonultak Asdódba, ám Jonatán felgyújtotta a várost, benne Dágón templomát is. A városban és a templomban több mint nyolcezren vesztek oda. Alexandrosz király a győzelem hírére aranycsatot küldött a zsidó fejedelem-főpapnak, valamint átadta neki Ekront és környékét.

## A szeleukida belháborúban
I. e. 145-ben VI. Ptolemaiosz bevonult az országba, névleg azzal az ürüggyel, hogy segít Alexandrosznak és a városokba saját helyőrségeit ültette. Jonatán elébement, elkísérte az Eleutherosz folyóig, majd visszatért Jeruzsálembe. Ptolemaiosz ezt követően megvádolta Alexandroszt, hogy meg akarta gyilkoltatni, így átállt II. Démétriosz oldalára, és Antiokheia mellett csatában legyőzték Alexandroszt. Alexandrosz a nabateusokhoz menekült, akik azonban megölték és fejét elküldték Ptolemaiosznak, aki azonban hamarosan maga is belehalt a csatában szerzett sebesülésébe. II. Démétriosz maradt a birodalom egyedüli királya. 
Jonatán korábban Démétriosz ellensége volt, most pedig ostrom alá vette Jeruzsálem fellegvárát, amelyet szeleukida helyőrség védett és itt találtak menedéket a hellenisztikus párt képviselői is. Démétriosz ennek hallatán seregével Ptolemaiszba vonult és parancsot küldött a zsidó vezetőnek, hogy járuljon elé. Jonatán vállalva a kockázatot gazdag ajándékokkal felkereste a királyt, amivel sikerült kiengesztelnie. Démétriosz megerősítette őt főpapi tisztségében és 300 talentumért cserébe adómentességet adott Júdeának és a hozzá tartozó három szamáriai kerületnek.
I. e. 145-ben vagy 144 elején Alexandrosz korábbi hadvezére, Diodotosz Trüphón újabb trónkövetelőt prezentált Alexandrosz három éves fia, VI. Antiokhosz személyében. Démétriosz, hogy biztosítsa a zsidók lojalitását, teljesítette a főpap kérését és kivont minden szeleukida helyőrséget Júdeából. Jonatán 3 ezer katonát is küldött neki; ezek állították a helyre a rendet Antiokheiában, amikor a lakosság fellázadt a király ellen.
Ezt követően azonban Diodotosz Trüphónnak sikerült elfoglalnia a birodalom fővárosát és levelet küldött Jonatánnak, hogy álljon át az ő oldalára; cserébe megerősítette főpapi tisztségében, testvérét, Simont pedig kinevezte a föníciai és palesztinai tengerpart sztratégoszává Türosztól egészen az egyiptomi határig. A zsidó vezető, azzal az indokkal, hogy Démétriosz nem teljesítette azt, amiben megállapodtak, fordított a köpönyegén. Fivérével együtt végigjárta a tengerparti városokat és leváltotta a szeleukida helyőrségeket; Askelón megadta magát, míg Gázát meg kellett ostromolnia. Démétriosz jelentős sereget küldött ellene, de Hacor síkságán megfutamította őket. Simonnak eközben sikerült elfoglalnia Bet-Cur erődjét.
Jonatán ezután követeket küldött néhány távolabbi hatalomhoz és barátsági szerződést kötött többek között Rómával és Spártával, valamint megerősítette Jeruzsálem védműveit.

## Halála
I. e. 143-ban Diodotosz Trüphón Júdeába vonult, hogy megszállja, de Jonatán állítólag 40 ezres sereggel ment elé. A trónkövetelő ezért kerülte a nyílt konfrontációt és meghívta Jonatánt Ptolemaiszba, hogy megtárgyalják a város átadását a zsidóknak. Jonatán ezer fős kíséretet vitt magával, katonáit azonban megérkezése után lemészárolták, őt magát pedig foglyul ejtették.
Trüphón ezután ismét megindult Júdeába, de ezúttal Simon Makkabeus katonái állták útját. Követeket küldött a zsidókhoz és azt állította, hogy csak a tartozásuk miatt fogatta el Jonatánt; ha küldenek neki 100 talentumot és Jonatán két fiát túsznak, akkor szabadon engedi foglyát. Simon nem bízott Diodotoszban, de nem akarta, hogy őt hibáztassák testvére esetleges haláláért, ezért eleget tett a követelésnek. Trüphón ezután sem engedte el Jonatánt, hanem tovább próbálkozott a megszállással, de a makacs ellenállás miatt nehezen boldogult. Ezért egy Baszkama nevű helység közelében kivégeztette Jonatánt, majd kivonult az országból.
Simon Modinban temette el Jonatánt és nagy, kőből készült síremléket emelt a sírja fölé. Túszként átadott fiainak sorsa nem ismert. Egyik lányától származott a neves 1. századi történetíró, Iosephus Flavius.

## Fordítás
- Ez a szócikk részben vagy egészben  a   Jonathan Apphus című angol Wikipédia-szócikk ezen változatának fordításán alapul.  Az eredeti cikk szerkesztőit annak laptörténete sorolja fel. Ez a jelzés csupán a megfogalmazás eredetét és a szerzői jogokat jelzi, nem szolgál a cikkben szereplő információk forrásmegjelöléseként.